# Полум'я війни
«Полум'я війни: боротьба тільки починається» — пропагандистський документальний фільм Ісламської Держави (ІД) англійською мовою. Трейлер вийшов у вересні 2014, знятий студією медіацентру «Al-Hayat», тривалість 55 хвилин, субтитри арабською мовою. Перед виходом фільму ІД випустила рекламний тизер. Закадровий диктор у фільмі говорить бездоганною англійською з північноамериканським акцентом. Фільм починається зі сцени, де 2003 року американський президент Джордж Буш на авіаносці під гаслом «Місія виконана» розповідає про перемогу США та союзників в іракській війні. Сцена переривається і диктор вимовляє: «Вони брешуть. Полум'я війни тільки розгорається», ця фраза кілька разів повторюється протягом фільму. У фільмі містяться сцени бойових дій із перестрілками та вибухами; кадри вступу бойовиків ІД до міст і сіл, де їх вітають жителі; критика на адресу релігійних діячів, які негативно відгукуються про ІД; розповіді про перемоги над курдськими ополченцями, іракськими та сирійськими урядовими військами. Протягом фільму в ньому звучать нашиди ІД.
У фіналі представлено знакову сцену, де полонені солдати сирійської армії з 17-ї дивізії в Рацці риють собі могили. Базу 17-ї дивізії було захоплено ІД влітку 2014 року в ході битви за Ракку. Один із полонених, звертаючись до камери, каже, що «Башар Асад зрадив їх», «офіцери бігли», він радить солдатам рятуватися і тікати з армії, а батькам забирати своїх синів з армії Асада, оскільки «Аллах благословив Ісламську державу» та «лише кілька десятків бійців ІД змогли захопити базу з 800 урядовими солдатами». У наступних кадрах бранці падають від пострілів у викопані могили. Один із бійців ІД, що стріляли, повертається до камери і знову промовляє: «Полум'я війни тільки розгорається». Фільм завершується словами лідера ІД Абу Бакра аль-Багдаді, який говорить, що «сини ісламу» готові вступити в бій з американськими військами.